# Gracixalus medogensis
Gracixalus medogensis là một loài ếch trong họ Rhacophoridae. Chúng được tìm thấy ở Trung Quốc và có thể cả Ấn Độ.
Các môi trường sống tự nhiên của chúng là các khu rừng vùng núi ẩm nhiệt đới hoặc cận nhiệt đới và hồ nước ngọt.